# Serrat de Pujol
El Serrat de Pujol és una muntanya de 570 metres que es troba al municipi de Camarasa, a la comarca catalana de la Noguera.